# A Bruma da Memória
A Bruma da Memória  é uma série apresentada pelo historiador e professor de universidade José Hermano Saraiva, o qual dá a conhecer alguns dos locais de maior importância histórica em Portugal.
Através destas visitas, muitas são as obras de arte, as personalidades e os acontecimentos históricos ocorridos em localidades como Guimarães, Aveiro, Setúbal, Mafra e Tomar.
No último episódio, o apresentador ruma a oriente e mostra-nos algumas das particularidades de Macau, na altura ainda território português.